# Angelo Calogerà
Angelo Calogerà, al secolo Domenico Demetrio C. (Padova, 7 settembre 1696 – Isola di San Michele, 29 settembre 1766), è stato un religioso e scrittore italiano.

## Biografia
Nacque da Liberale, nobile di Corfù, e Giustina Labarvellon, di origini francesi. Il padre si era distinto nelle guerre contro i Turchi e, stabilitosi a Padova, ricoprì alcuni incarichi amministrativi. Successivamente passò a Venezia dove ottenne la cittadinanza.
Padre camaldolese dal 1716, fu dapprima bibliotecario presso San Michele di Murano e quindi padre priore del monastero di San Giorgio Maggiore. Fu attivo nell'opera di divulgazione letteraria e scientifica.
Negli anni 1725-26 fu il principale compilatore della «Biblioteca universale», compendio dei più rinomati giornali esteri.
Nel 1728, con l'appoggio di Antonio Vallisneri, iniziò la pubblicazione della "Raccolta d'opuscoli scientifici e filologici", proseguita poi, dal 1755, con il titolo di "Nuova raccolta d'opuscoli scientifici e filologici ", che continuerà fino al quarantaduesimo tomo del 1787.  Nel primo tomo, dopo un esplicito riconoscimento del valore della cultura moderna, veniva pubblicato il Progetto ai letterati d'Italia per iscrivere le loro vite di Giovanni Artico conte di Porcìa, seguito dalla "Vita di Giambattista Vico scritta da sé medesimo" e poi, nel secondo tomo, dall'autobiografia di Pier Jacopo Martello. 
Nel 1762 fondò insieme a padre Giacomo Rebellini il giornale "Minerva ossia Nuovo giornale dei letterati d'Italia", che proseguì le pubblicazioni fino al 1767 in opposizione alla "Frusta letteraria" di Giuseppe Baretti.
Scrisse, inoltre, le "Memorie intorno alla vita di M. Luca De Renaldis vescovo di Trieste consigliere intimo dell'imperadore Massimiliano I e suo ambasciatore a molte corti sovrane d'Europa", stampate a Venezia nel 1753.